# Lutopecny
Lutopecny (deutsch Lutopetz, früher Luttopetz) ist eine Gemeinde in Tschechien. Sie liegt vier Kilometer westlich von Kroměříž und gehört zum Okres Kroměříž.

## Geographie
Lutopecny befindet sich am Fuße der nordöstlichen Ausläufer des Litentschitzer Hügellandes in der Obermährischen Senke (Hornomoravský úval). Das Dorf liegt rechtsseitig über dem Tal des Baches Věžecký potok. Östlich erhebt sich die Barbořina (St. Barbara-Berg, 256 m) und im Südwesten der Troják (396 m). Einen Kilometer nördlich des Ortes verläuft die Autobahn D 1.
Nachbarorte sind Bezměrov, Hradisko und Postoupky im Norden, Miňůvky, Stráž und Horní Zahrady im Nordosten, Štěchovice und Kroměříž im Osten, Vážany und Jarohněvice im Südosten, Sobělice und Popovice im Süden, Věžky im Südwesten, Zlobice im Westen sowie Bojanovice und Měrůtky im Nordwesten.

## Geschichte
Das Dorf entstand wahrscheinlich kurz nach der Gründung von Kroměříž. Es bestand seit alters her aus einer fürstlichen Seite und der zur Herrschaft Kovalovice gehörigen Lehnsseite. Die fürstliche Seite gelangte vermutlich im Jahre 1110 oder danach an das Bistum Olmütz, als Bischof Johannes II. Kroměříž erwarb. Die erste schriftliche Erwähnung von Lutopecz erfolgte im Jahre 1290, als  Bischof Theoderich von Neuhaus erfolglos rechtliche Ansprüche auf das gesamte Dorf herleitete. 1320 wurde der Ort als Luthopecen bezeichnet. Weitere Namensformen waren Lithopeczen (1389), Lytopeczen (1406), Litopecz (1413), Luthopeczny (1456), Lythopeczny (1461), Litopecen (1517) und Litopeczny (1649). Jede der beiden Seiten hatte einen eigenen Richter. Das Amt des Erbrichters war mit dem Grundstück Nr. 14 auf der fürstlichen Seite verbunden und wurde über Jahrhunderte von der Familie Navrátil ausgeübt. Das Lehngericht befand sich vermutlich im Haus Nr. 37, der Lehnrichter wurde von den Bewohnern der Lehnsseite gewählt und war dem Erbrichter untergeordnet. Während des Dreißigjährigen Krieges verwüsteten die Schweden 1643 das gesamte Dorf. Noch 1650 war der Ort verödet und der Kovalovicer Lehnschreiber berichtete zu dieser Zeit, dass in Litopeczny lediglich zwei Bauern und eine besitzlose Witwe lebten. Beide Seiten bildeten konkurrierende Gemeinden, die eigene Petschaften verwendeten. Im Jahre 1788 entstand in Lutopecny eine saisonale Filiale der Pfarrschule Hradisko, in der in den Wintermonaten die Kinder aus Lutopecny und Měrůtky unterrichtet wurden. Bis zur Mitte des 19. Jahrhunderts blieb das Dorf anteilig den Herrschaften Kremsier und Kovalovice untertänig.
Nach der Aufhebung der Patrimonialherrschaften bildete Lutopec/Luttopetz ab 1850 offiziell eine Gemeinde in der Bezirkshauptmannschaft Kremsier. Ungeachtet dessen konnte die Fürstliche Seite auch weiterhin ihre Autonomie wahren. Erst nach dem Tode des letzten Erbrichters Josef Navrátil erhielt der Bürgermeister Jan Klapil 1883 die Souveränität über das gesamte Dorf. Ab 1872 führte die Gemeinde parallel die Namen Lutopecny bzw. Lutopec und von 1890 bis 1924 Lutopecny bzw. Litopecny. Wegen der gestiegenen Schülerzahl wurde 1886 in Lutopecny ein neues Schulhaus eingeweiht, in das neben den 68 schulpflichtigen Kindern des Dorfes auch die 48 aus Měrůtky eingeschult wurden. Die Windmühle von Lutopecny wurde 1892 durch eine Windhose zerstört. Mit Beginn des Jahres 1961 wurde Měrůtky nach Lutopecny eingemeindet. Die Schule wurde später wegen des Rückganges der Schüler geschlossen; die derzeit 69 schulpflichtigen Kinder aus beiden Ortsteilen werden in Kroměříž unterrichtet. Am 31. Dezember 2000 hatte die Gemeinde 557 Einwohner, davon lebten 369 im Ortsteil Lutopecny und 188 in Měrůtky. Ethnographisch gehört das Dorf zur Hanna.

## Gemeindegliederung
Die Gemeinde Lutopecny besteht aus den Ortsteilen Lutopecny (Lutopetz) und Měrůtky (Merutek).

## Sehenswürdigkeiten
- Gemauerter Glockenturm auf dem Dorfanger
- Gemauerter Glockenturm am Weg von Měrůtky nach Lutopecny
- Steinerne Kreuze in Lutopecny, Měrůtky und an der Straße nach Zlobice
- Gefallenendenkmal
- Stauweiher Stráž, nordöstlich des Dorfes am Věžecký potok